# João Augusto Ribeiro
João Augusto Ribeiro (Vila Real, 1860 – Porto, 1932), foi um pintor e professor português. Estudou na Academia Portuense de Belas-Artes, onde ganhou o prémio pecuniário instituído pelo barão de Castelo de Paiva. Ensinou as cadeiras de Matemática e Desenho Decorativo no Instituto Industrial do Porto e no Liceu Central.